# Never Give Up on You
Never Give Up on You è un singolo della cantante gallese Lucie Jones, pubblicato il 27 gennaio 2017 su etichetta discografica ArtPeople. Il brano è stato scritto dalla vincitrice danese dell'Eurovision Song Contest 2013 Emmelie de Forest insieme a Daniel Salecdo e Lawrie Martin.
Il 27 gennaio 2017 il brano è stato selezionato dal televoto e da una giuria contro altre cinque canzoni per rappresentare il Regno Unito all'Eurovision Song Contest 2017.

## Tracce
Download digitale
Testi e musiche di Emmelie de Forest, Daniel Salcedo e Lawrie Martin.
1. Never Give Up on You – 3:00

## Classifiche
| Classifica (2017) | Posizione massima |
| ----------------- | ----------------- |
| Regno Unito       | 73                |